# Alsting
Alsting är en kommun i departementet Moselle i regionen Grand Est (tidigare regionen Lorraine) i nordöstra Frankrike. Kommunen ligger i kantonen Stiring-Wendel som tillhör arrondissementet Forbach. År 2022 hade Alsting 2 493 invånare.

## Befolkningsutveckling
Antalet invånare i kommunen Alsting
| Referens: INSEE |